# Famous Idaho Potato Bowl
Le Famous Idaho Potato Bowl, anciennement Humanitarian Bowl (de 1997 à janvier 2004 et de 2007 à 2010) ou MPC Computers Bowl (décembre 2004 à 2006), est un match annuel d'après saison régulière, de football américain de niveau universitaire.
Il se tient depuis 1997 au Albertsons Stadium (anciennement dénommé Bronco Stadium) de Boise dans l'Idaho.
Retransmis par la chaîne de télévision nationale ESPN, il met actuellement en présence une équipe de la Mountain West Conference et une équipe de la Mid-American Conference.

## Histoire

### Liens avec les Conférences
Lors de quatre premières années (de 1997 à 2000), le match offrait automatiquement une place au champion de la Big West Conference, cette conférence venant de perdre son contrat avec le Las Vegas Bowl.
De 1997 à 1999, la Conference USA leur fournira un adversaire suivi en 2000 par le champion de la Western Athletic Conference (WAC).
Ce champion remplacera dès 2001, le champion de la Big West sauf si ce champion…
- était qualifié pour le Bowl Championship Series (BCS),
- était choisi pour un autre bowl,
- était l'équipe des Hawai'i Warriors, cette équipe étant qualifiée d'office alors pour le Hawai'i Bowl se jouant dans son stade.

De 2001 à 2008, l'adversaire de la WAC sera une équipe éligible de l'Atlantic Coast Conference (ACC) Si celle-ci n'a pas assez d'équipe éligible, c'est une équipe choisie "at-large" qui sera choisie parmi les autres équipes éligibles des autres conférences.
En 2009, une équipe de la Mountain West Conference (MWC) remplacera l'ACC comme adversaire de la WAC.
Pour 2010, c'est une équipe de la Mid-Americain Conference (MAC) qui prendra la place de la MWC.
En 2013, la WAC est remplacée à son tour par la Mountain West Conference (MWC) ayant fait un bref passage en 2009.
Pour 2014, comme en 2013, ce sont donc les équipes de la MWC et de la MAC.

### Sponsors et Historique du Nom
Le bowl à sa naissance en 1997 est baptisé le Sport Humanitarian Bowl.
De 1999 à 2002, le match est sponsorisé par la société Micron Technology basée à Boise dans l'Idaho. Cette société vendait, sous le nom de Crucial.com, des mises à jour pour mémoires d'ordinateurs de la marque Micron. Le bowl est dès lors dénommé Crucial.Com Humanitarian Bowl.
À l'issue de la saison 2003, le match est exceptionnellement joué en janvier. Il n'est pas sponsorisé.
Dès décembre 2004, une société basée à Nampa, autre ville de l'Idaho, la MPC Computers (anciennement dénommée MicronPC), reprend le sponsoring. Cette société était en fait une sous-division de la société Micron avant que ces deux sociétés ne se séparent. Le bowl est rebaptisé le MPC Computers Bowl.
Faute de sponsoring, en April 2007, le match est de nouveau appelé Humanitarian Bowl.
Cela ne dure que très peu de temps puisqu'en mai 2007, la société de transport par route, la compagnie Roady's Truck Stops basée à Boise, reprend le sponsoring baptisant l’événement le Roady's Humanitarian Bowl.
Le 25 mai 2010, la société uDrove reprend le sponsoring et s'engage pour 4 années modifiant le nom en U Drove Humanitarian Bowl.
Cependant, le 03 août 2011, une agence autonome de l'état d'Idaho, la Idaho Potato Commission rachete les droits pour 6 années, rebaptisant ainsi l’événement, le Famous Idaho Potato Bowl.
Résumé noms du bowl :
- Sports Humanitarian Bowl (1997)
- Humanitarian Bowl (1998)
- Crucial.com Humanitarian Bowl (1999–2003)
- MPC Computers Bowl (2004–2006)
- Roady's Humanitarian Bowl (2007–2009)
- uDrove Humanitarian Bowl (2010)
- Famous Idaho Potato Bowl (2011-présent)

Résumé sponsors du bowl :
- Humanitarian Bowl Association (1997-1998)
- Crucial Technology (1999–2003)
- MPC Computers (2004–2006)
- Roady's Truck Stops (2007–2009)
- uDrove (2010)
- Idaho Potato Commission (2011–présent)

### Divers logos du Bowl

Bowl sans sponsoring.
Sponsor Crucial.com.
Sponsor MPC Computer.
Sponsor Roady's Truck Stops.
Sponsor Udrove.

### Highway Angel
En 2008, en accord avec l'association des compagnies de transports par route la "Truckload Carriers Association", les organisateurs mirent sur pied une cérémonie, le prix du "Highway Angel", récompensant un chauffeur ayant réalisé un acte héroïque en sauvant la vie d'un autre conducteur.
C'est ainsi qu'en 2008, Leonard T. "Lenny" Roach, retire et sauve un conducteur tombé dans un fossé rempli d'eau près de South Bend (Indiana) et ce en dépit des -29 degrés Celsius !
En 2009, Michael Hunt conduit son camion et arrive sur les lieux d'un accident impliquant deux véhicules à Spring Lake en Caroline du Nord. Il tente d'éteindre le feu du premier véhicule avec son extincteur mais n'y arrive pas le feu étant trop important. Il réalise alors que le conducteur de ce véhicule est mort. Néanmoins, l'autre conducteur semble toujours vivant. Il utilise alors son camion pour séparer et repousser ce second véhicule avant qu'il ne s'embrase également, sauvant ainsi la vie du second conducteur.
En 2010, Shawn L. Hubbard conduit son camion dans la région de Diamond Bar en Californie. Il arrive sur les lieux d'un accident. La voiture est en feu, son conducteur est décédé mais le passager est encore vivant pris au piège des flammes. Shawn L. Hubbard affronte le feu et arrive à sortir le passager avant que la voiture ne s'enflamme complètement.
Marcus Beam reçut son prix le 17 décembre 2011. Il conduit dans les environs de Benson en Caroline du Nord lorsqu'il assiste à un accident de voiture. Une voiture après avoir été percutée violemment par un autre véhicule, sort de la route, fait des tonneaux et dévale un remblai. Alors que les nombreuses personnes arrêtées se contentent de regarder, Marcus dévale la pente et dégage de la voiture déchiquetée la conductrice ainsi que ses deux enfants.
Le "Highway Angel" 2012 fut Kenny Cass. Alors qu'il circule à Portland dans l'Oregon, il arrive sur les lieux d'un accident venant de se produire. Un pickup était encastré dans l'arrière d'une semi-remorque. Son conducteur est gravement blessé et coincé. Il signale rapidement l'accident à l'aide de triangles, délivre le conducteur et lui prodigue les soins nécessaires avant que les secours n'arrivent 20 minutes plus tard.

### Anecdotes et records
L'équipe des Broncos de Boise State est l'université hôte de l’événement puisqu'il se tient dans son stade.
Elle détient actuellement deux records :
- elle a déjà participé à quatre reprises au bowl
- elle a gagné à trois reprises le bowl

Ce dernier record  est menacé par les équipes des Bulldogs de Fresno State et des Vandals de l'Idaho actuellement à 2 victoires.
Le Famous Idaho Potato Bowl est le bowl le plus ancien à encore se jouer en "terre froide" vu sa situation géographique.
Le payout est de 750 000 $ mais il est à souligner que les équipes jouant le match doivent non seulement acquérir obligatoirement un certain nombre de tickets d'entrée mais doivent également venir avec un sponsor s'associant au bowl et loger pour un montant minimum au sein d'un hôtel pré-choisi par les organisateurs... À cause de ces "obligations", en 2001, l'équipe des Bruins de l'UCLA déclina l'invitation.

## Palmarès
(ET) Match s'étant joué en prolongation.
| Dates            | Vainqueurs                         | Scores    | Finalistes                         | Assistances  | Conférences    | Notes     |
| ---------------- | ---------------------------------- | --------- | ---------------------------------- | ------------ | -------------- | --------- |
| 29 décembre 1997 | Cincinnati Bearcats                | 35-19     | Utah State Aggies                  | 16 289       | C USA - MWC    |           |
| 30 décembre 1998 | Idaho Vandals                      | 42-35     | Southern Miss Golden Eagles        | 19 667       | BWC - C USA    |           |
| 28 décembre 1999 | Boise State Broncos                | 34-31     | Louisville Cardinals               | 29 500       | BWC - C USA    |           |
| 28 décembre 2000 | Boise State Broncos                | 38-23     | UTEP Miners                        | 26 203       | BWC - WAC      |           |
| 31 décembre 2001 | Clemson Tigers                     | 49-24     | Louisiana Tech Bulldogs            | 25 364       | ACC - WAC      |           |
| 31 décembre 2002 | Boise State Broncos                | 38-16     | Iowa State Cyclones                | 30 446       | WAC - Big 12   |           |
| 3 janvier 2004   | Georgia Tech Yellow Jackets        | 52-10     | Tulsa Golden Hurricane             | 23 114       | ACC - WAC      |           |
| 27 décembre 2004 | Fresno State Bulldogs              | 37(1ET)34 | Virginia Cavaliers                 | 28 516       | WAC - ACC      |           |
| 28 décembre 2005 | Boston College Eagles              | 27-21     | Boise State Broncos                | 30 112       | ACC - WAC      |           |
| 31 décembre 2006 | Miami Hurricanes                   | 21-20     | Nevada Wolf Pack                   | 28 654       | ACC - WAC      |           |
| 31 décembre 2007 | Fresno State Bulldogs              | 40-28     | Georgia Tech Yellow Jackets        | 27 062       | WAC - ACC      |           |
| 30 décembre 2008 | Maryland Terrapins                 | 42-35     | Nevada Wolf Pack                   | 26 781       | ACC - WAC      |           |
| 30 décembre 2009 | Idaho Vandals                      | 43-42     | Bowling Green Falcons              | 26 726       | MAC - WAC      |           |
| 18 décembre 2010 | Northern Illinois Huskies          | 40-17     | Fresno State Bulldogs              | 25 449       | MAC - WAC      |           |
| 17 décembre 2011 | Ohio Bobcats                       | 24-23     | Utah State Aggies                  | 28 076       | MAC - WAC      |           |
| 15 décembre 2012 | Utah State Aggies                  | 41-15     | Toledo Rockets                     | 29 243       | WAC - MAC      |           |
| 21 décembre 2013 | San Diego State Aztecs (8-5)       | 49-24     | Buffalo Bulls (8-5)                | 21 951       | MW - MAC       |           |
| 20 décembre 2014 | Air Force Falcons (10-3)           | 38-24     | Western Michigan Broncos (8-5)     | 18 223       | MW - MAC       | Note      |
| 22 décembre 2015 | Akron Zips (7-5)                   | 23-21     | Utah State Aggies(6-6)             | 18 876       | MAC - MW       | Note      |
| 22 décembre 2016 | Idaho Vandals (8–4)                | 61-50     | Colorado State Rams (7-5)          | 24 975       | Sun Belt - MW  | Note      |
| 22 décembre 2017 | Wyoming Cowboys (7-5)              | 37-14     | Central Michigan Chippewas (8-4)   | 16 512       | MWC - MAC      | Note      |
| 21 décembre 2018 | BYU Cougars (8-6)                  | 49-18     | Western Michigan Broncos (7-5)     | 18 711       | Ind. - MWC     | Note      |
| 3 janvier 2020   | Ohio Bobcats (6-6)                 | 30-21     | Wolf Pack du Nevada (7-5)          | 13 611       | MAC - MWC      | Note      |
| 22 décembre 2020 | Wolf Pack du Nevada (6-2)          | 38-27     | Green Wave de Tulane (6-5)         | 0 (Covid-19) | MAC - MWC      | Note      |
| 21 décembre 2021 | Cowboys du Wyoming (6-6)           | 52 - 38   | Golden Flashes de Kent State (7-6) | 10 217       | MWC - MAC      | Note      |
| 20 décembre 2022 | Eagles d'Eastern Michigan (8-4)    | 41 - 27   | Spartans de San Jose State (7-4)   | 10 122       | MAC - MWC      | Note      |
| 20 décembre 2023 | Panthers de Georgia State (6-6)    | 45 - 22   | Aggies d'Utah State (6-6)          | 12 168       | Sun Belt - MWC | Note (en) |
| 23 décembre 2024 | Huskies de Northern Illinois (7-5) | 282ET20   | Bulldogs de Fresno State (6-6)     | 10 359       | MAC - MWC      | Note      |

## Statistiques par Équipes
Mis à jour le 23 décembre 2024
| Rang | Équipes                        | Apparitions | G-(N)-P |
| ---- | ------------------------------ | ----------- | ------- |
| 1    | Broncos de Boise State         | 4           | 3–1     |
| 2    | Vandals de l'Idaho             | 3           | 3–0     |
| 3    | Bulldogs de Fresno State       | 4           | 2–2     |
| 4    | Bobcats de l'Ohio              | 2           | 2–0     |
| 4    | Cowboys du Wyoming             | 2           | 2–0     |
| 4    | Huskies de Northern Illinois   | 2           | 2–0     |
| 7    | Aggies d'Utah State            | 5           | 1–4     |
| 8    | Wolf Pack du Nevada            | 4           | 1–3     |
| 9    | Yellow Jackets de Georgia Tech | 2           | 1–1     |
| 10   | Falcons de l'Air Force         | 1           | 1–0     |
| 10   | Zips d'Akron                   | 1           | 1–0     |
| 10   | Eagles de Boston College       | 1           | 1–0     |
| 10   | Cougars de BYU                 | 1           | 1–0     |
| 10   | Bearcats de Cincinnati         | 1           | 1–0     |
| 10   | Tigers de Clemson              | 1           | 1–0     |
| 10   | Panthers de Georgia State      | 1           | 1–0     |
| 10   | Terrapins du Maryland          | 1           | 1–0     |
| 10   | Hurricanes de Miami            | 1           | 1–0     |
| 10   | Eagles d'Eastern Michigan      | 1           | 1–0     |
| 10   | Aztecs de San Diego State      | 1           | 1–0     |
| 22   | Falcons de Bowling Green       | 1           | 0–1     |
| 22   | Bulls de Buffalo               | 1           | 0–1     |
| 22   | Chippewas de Central Michigan  | 1           | 0–1     |
| 22   | Rams de Colorado State         | 1           | 0–1     |
| 22   | Cyclones d'Iowa State          | 1           | 0–1     |
| 22   | Bulldogs de Louisiana Tech     | 1           | 0–1     |
| 22   | Golden Flashes de Kent State   | 1           | 0–1     |
| 22   | Cardinals de Louisville        | 1           | 0–1     |
| 22   | Spartans de San Jose State     | 1           | 0-1     |
| 22   | Golden Eagles de Southern Miss | 1           | 0–1     |
| 22   | Green Wave de Tulane           | 1           | 0–1     |
| 22   | Rockets de Toledo              | 1           | 0–1     |
| 22   | Golden Hurricane de Tulsa      | 1           | 0–1     |
| 22   | Miners de l'UTEP               | 1           | 0–1     |
| 22   | Cavaliers de la Virginie       | 1           | 0–1     |
| 35   | Broncos de Western Michigan    | 2           | 0–2     |

## Statistiques par conférences
Mis à jour le 23 décembre 2024
| Conférences | Participations | Gagnés | Perdus | %    |
| ----------- | -------------- | ------ | ------ | ---- |
| AAC         | 1              | 0      | 1      | 0    |
| ACC         | 7              | 5      | 2      | 71,4 |
| WAC         | 13             | 5      | 8      | 38,5 |
| Big West    | 4              | 3      | 1      | 75,0 |
| MAC         | 13             | 6      | 7      | 46,2 |
| MW          | 11             | 5      | 6      | 45,5 |
| C-USA       | 3              | 1      | 2      | 33,3 |
| Sun Belt    | 2              | 2      | 0      | 100  |
| IND.        | 1              | 1      | 0      | 100  |
| Big 12      | 1              | 0      | 1      | 0    |

## Meilleurs joueurs du Bowl (MVPs)
Mis à jour le 23 décembre 2024
| Saisons        | Joueurs              | Équipes                      | Postes |
| -------------- | -------------------- | ---------------------------- | ------ |
| 1997           | Steve Smith          | Utah State                   | WR     |
| 1997           | Chad Plummer         | Cincinnati                   | QB     |
| 1998           | Lee Roberts          | Southern Miss                | QB     |
| 1998           | John Welsh           | Idaho                        | QB     |
| 1999           | Brock Forsey         | Boise State                  | RB     |
| 1999           | Chris Redman         | Louisville                   | QB     |
| 2000           | Bart Hendricks       | Boise State                  | QB     |
| 2000           | Chris Porter         | UTEP                         | RB     |
| 2001           | Woodrow Dantzler     | Clemson                      | QB     |
| 2001           | Delwyn Daigre        | Louisiana Tech               | WR     |
| 2002           | Bobby Hammer         | Boise State                  | DT     |
| 2002           | Anthony Forrest      | Iowa State                   | DB     |
| 2003 Jan. 2004 | P. J. Daniels        | Georgia Tech                 | RB     |
| 2003 Jan. 2004 | Cort Moffitt         | Tulsa                        | P      |
| 2004 Déc. 2004 | Paul Pinegar         | Fresno State                 | QB     |
| 2004 Déc. 2004 | Marques Hagans       | Virginia                     | QB     |
| 2005           | Matt Ryan            | Boston College               | QB     |
| 2005           | Jared Zabransky      | Boise State                  | QB     |
| 2006           | Kirby Freeman        | Miami                        | QB     |
| 2006           | Jeff Rowe            | Nevada                       | QB     |
| 2007           | Tom Brandstater      | Fresno State                 | QB     |
| 2007           | Jonathan Dwyer       | Georgia Tech                 | RB     |
| 2008           | Da'Rel Scott         | Maryland                     | RB     |
| 2008           | Colin Kaepernick     | Nevada                       | QB     |
| 2009           | DeMaundray Woolridge | Idaho                        | RB     |
| 2009           | Freddie Barnes       | Bowling Green                | WR     |
| 2010           | Chandler Harnish     | Northern Illinois            | QB     |
| 2010           | Ryan Colburn         | Fresno State                 | QB     |
| 2011           | LaVon Brazill        | Ohio                         | WR     |
| 2011           | Michael Smith        | Utah State                   | RB     |
| 2012           | Kerwynn Williams     | Utah State                   | RB     |
| 2012           | Bernard Reedy        | Toledo                       | WR     |
| 2013           | Adam Muema           | San Diego State              | RB     |
| 2013           | Branden Oliver       | Buffalo                      | RB     |
| 2014           | Shayne Davern        | Air Force                    | RB     |
| 2014           | Corey Davis          | Western Michigan             | WR     |
| 2015           | Robert Stein         | Akron                        | K      |
| 2016           | Matt Linehan         | Idaho                        | QB     |
| 2017           | Josh Allen           | Wyoming                      | QB     |
| 2018           | Zach Wilson          | BYU                          | QB     |
| 2019           | Nathan Rourke        | Ohio                         | QB     |
| 2020           | Carson Strong        | Nevada                       | QB     |
| 2021           | Williams Levi        | Wyoming                      | QB     |
| 2022           | Taylor Powell        | Eastern Michigan             | QB     |
| 2023           | Darren Grainger      | Georgia State                | QB     |
| 2024           | Josh Holst           | Huskies de Northern Illinois | QB     |

## Records du Bowl
| Équipes                                                        | Perf. | Opposants                                                                        | Saisons            |
| -------------------------------------------------------------- | ----- | -------------------------------------------------------------------------------- | ------------------ |
| Plus grand nombre de points inscrits au total des deux équipes | 111   | Idaho (61) contre Colorado State (50)                                            | 2016               |
| Plus grand nombre de points inscrits par une équipe            | 61    | Idaho contre Colorado State                                                      | 2016               |
| Plus petit nombre de points permis par une équipe              | 10    | Georgia Tech contre Tulsa                                                        | Jan. 2004          |
| Plus grande marge en points                                    | 42    | Georgia Tech (52) contre Tulsa (10)                                              | Jan. 2004          |
| Plus grand nombre de First downs réussis                       | 30    | Idaho contre Colorado State                                                      | 2016               |
| Plus grand nombre de yards à la course                         | 386   | Georgia Tech contre Utah State                                                   | 2023               |
| Plus grand nombre de yards à la passe                          | 445   | Colorado State contre Idaho                                                      | 2016               |
| Plus grand total de yards                                      | 656   | Kent State contre Wyoming                                                        | 2021               |
| Individualités                                                 | Perf. | Joueurs, Équipes                                                                 | Saisons            |
| Plus grand nombre de touchdowns à la passe                     | 5     | Paul Pinegar (Fresno State) Nick Stevens (Colorado State) Carson Strong (Nevada) | 2004 2016 Déc 2020 |
| Plus grand nombre de yards à la course                         | 307   | P.J. Daniels, Georgia Tech                                                       | 2004               |
| Plus grand nombre de yards à la passe                          | 445   | Nick Stevens, Colorado State                                                     | 2016               |
| Plus grand nombre de yards en réception                        | 265   | Olabisi Johnson, Colorado State                                                  | 2016               |